# تارزان (مجموعه تلویزیونی ۱۹۹۱)
تارزان (انگلیسی: Tarzán) یک مجموعه تلویزیونی فرانسوی-کانادایی-مکزیکی است که طی سال‌های ۱۹۹۱ تا ۱۹۹۴ میلادی در ۷۵ قسمت ساخته و از تلویزیون پخش شد..
نقش‌های اصلی این سریال را «ولف لارسن» (در نقش تارزان)، «لیدی دونیه» و «شان رابرج» بر عهده داشتند.
ران ایلای که بازیگر نقش تارزان در سریال پیشین تارزان بود، در یکی از قسمت‌های فصل اول این سریال، نقش شخصیتی به نام «گوردن شاو» را بر عهده داشت.